# 滋賀レイクスターズ
滋賀レイクスターズ（しがレイクスターズ、英: Shiga Lakestars）は、滋賀県大津市をホームタウンとするプロバスケットボールチーム。運営法人は株式会社滋賀レイクスターズ。2008年に創設され、2024-25シーズンからB1リーグの西地区に所属する。呼称は滋賀レイクス。

## 概要
ホームタウンは滋賀県大津市で、法人としての形態は「株式会社滋賀レイクスターズ」。チーム名のレイクスは、琵琶湖を擁して湖国とも呼ばれる滋賀県の星を意味する。チームスローガンは「Shoot for the stars」と「One for Lakes All for Shiga」で、コンセプトは「勝利のために、湖国の星を目指し、そしてブースターのためにシュート!」「滋賀のために戦う」。
チームロゴは、滋賀の「S」をベースとし、「SPIRIT」、「SMART」、「SPECTACLE」、「SUSTAINABLE」の意味が含まれている。
地元企業やメディアの積極的なバックアップもあって、経営収入および入場者数は旧bjリーグのクラブとしては安定しており、bjリーグ加入3年目で球団経営が黒字に転じた。現在、協賛企業が400社を超える。2021年9月22日にはIT企業のマイネットが運営会社の発行済株式の75%を取得し、経営参画することになった。
2022年5月に滋賀県にもキャンパスを置く立命館大学と連携協定を結んだ。

### ユニフォームスポンサー （2024-25シーズン）
- 前面：滋賀ダイハツ（左肩）、サン・クロレラ（中央）
- 背面：平和堂（背番号上部）
- パンツ：滋賀銀行（右前）、村田製作所（左前）、パールライス滋賀（右後ろ）、伊藤佑ホールディングス（左後ろ）

ユニフォーム及びポスター等のデザインは2019シーズンから大岩Larry正志が担っている

### チームカラー
- 2008年 - 2022年 :   レイクス・ブルー、   スターズイエロー、  プラチナカラー[注 1]
- 2022年 - 現在 :   レイクス・ブルー[2][5]、  スターズゴールド[2][5]

### ユニフォームサプライの遍歴
- 2008年 - 2010年 : ミズノ
- 2010年 - 2021年 : IN THE PAINT
- 2021年 - 現在 : ヒュンメル[10][11]

### 歴代ユニフォーム
| HOME      | HOME      | HOME      | HOME      | HOME      |
| --------- | --------- | --------- | --------- | --------- |
| 2017 - 18 | 2018 - 19 | 2019 - 21 | 2021 - 22 | 2022 - 23 |
| 2023 - 24 | 2024 - 25 | 2025 - 26 |           |           |
|           |           |           |           |           |

| AWAY      | AWAY      | AWAY      | AWAY      | AWAY      |
| --------- | --------- | --------- | --------- | --------- |
| 2017 - 18 | 2018 - 19 | 2019 - 21 | 2021 - 22 | 2022 - 23 |
| 2023 - 24 | 2024 - 25 | 2025 - 26 |           |           |
|           |           |           |           |           |

| Other                            | Other                        | Other                        | Other                     | Other                           |
| -------------------------------- | ---------------------------- | ---------------------------- | ------------------------- | ------------------------------- |
| 2019 - 20 3rd                    | 2021 - 22 3rd YELLOW FOR WIN | 2022 - 23 3rd STAY GOLD      | 2022 - 23 4th NANGAコラボ | 2023 - 24 クリスマス バージョン |
| 2023 - 24 3rd FULL HOUSE PROJECT | 2024 - 25 NANGAコラボ        | 2024 - 25 3rd LAKESTAR NIGHT | 2024 - 25 NANGA LIMITED   |                                 |
|                                  |                              |                              |                           |                                 |

### マスコット
- マグニー[4]

2008年の8月8日、びわ湖大花火大会の日に地上に舞い降りた。ビワコオオナマズをモチーフとしており、地震には敏感。いざという時のために防災の勉強は欠かさない。

### 開催アリーナ
B.LEAGUE 発足以降のデータ
| 年度    | 参加 クラス | ホーム ゲーム数 | 滋賀DH | ウカル | その他              |
| 2016-17 | B1          | 30              | -      | 24     | 守山市民4 彦根市民2 |
| 2017-18 | B1          | 30              | -      | 26     | 守山市民2 彦根市民2 |
| 2018-19 | B1          | 30              | -      | 28     | 守山市民2           |
| 2019-20 | B1          | 22(30)          | -      | 16(24) | YMIT4 守山市民2     |
| 2020-21 | B1          | 30              | -      | 24     | YMIT6               |
| 2021-22 | B1          | 29(30)          | -      | 25(24) | YMIT4(6)            |
| 2022-23 | B1          | 30              | 22     | 4      | プロアリ2 YMIT2     |
| 2023-24 | B2          | 30              | 29     | 0      | YMIT1               |
| 2023-24 | B2PO        | ７              | ７     |        |                     |
| 2024-25 | B1          | 30              | 30     | 0      |                     |

凡例
滋賀DH-滋賀ダイハツアリーナ：大津市
ウカル-ウカルちゃんアリーナ：大津市
プロアリ-プロシードアリーナHIKONE：彦根市
彦根市民-彦根市民体育センター：彦根市
守山市民-守山市民体育館：守山市
YMIT-YMITアリーナ：草津市
括弧内は開催予定だった試合数
- 2019-20シーズンは滋賀県立体育館（ウカルちゃんアリーナ）で予定されていた8試合が中止された。（うち2試合はYMITアリーナでの代替試合が予定されていたが、その代替試合も中止された。）
- 2021-22シーズンはYMITアリーナで予定されていた2試合のうち、1試合が滋賀県立体育館（ウカルちゃんアリーナ）で代替試合が開催され、1試合が消滅した。

B.LEAGUE規約に従い、滋賀県立体育館（ウカルちゃんアリーナ）をホームアリーナと定め、大津市とホームタウン提携を取り交わした。 B.LEAGUEのクラブライセンス制度により、B1はリーグ戦のホームゲーム数の80％以上をホームアリーナで開催することになった。
大津市のびわ湖浜大津駅前に新アリーナを建設するびわ湖アリーナ構想があったが立ち消えとなった。その代替として、びわこ文化公園に新体育館「滋賀ダイハツアリーナ」が建設され、2022-23シーズンよりホームアリーナの一つに加えられた。最初のホームゲームは2022年12月10日に開催された。
2022年5月2日 BSJapanextが提供する「西川貴教のバーチャル知事」に会長である上原仁が出演したことにより、滋賀県内にて3つの候補地の中から選ばれたJR駅直結の土地に100億円アリーナ建設計画を進める事が明らかになった。アリーナを建設するにあたって、マンションの建設など地域全体の開発を行うことも発表された。

### bjリーグ時代のホームアリーナ
bjリーグ時代の8シーズンは県内のべ7会場を巡業してきた。これには、認知度を高めて県内全域でブースターを増やす効果があった。
- 滋賀県立体育館（ウカルちゃんアリーナ）（大津市）
- 守山市民体育館（守山市）
- 野洲市総合体育館（野洲市）
- 草津市立総合体育館（草津市）
- 彦根市民体育センター（彦根市）
- 滋賀県立文化産業交流会館（米原市）（2008-2010シーズンまで）
- 東近江市・布引運動公園体育館（東近江市）

## 歴史

### bjリーグ参戦まで
2007年4月、「'08滋賀プロ元年へ」をスローガンに掲げ、滋賀県を本拠とするプロバスケットボール球団設立を目指し、「滋賀bj会」が発足。6月29日にbjリーグに加盟申請を行った後、8月8日に運営法人を設立した。その後、9月6日にbjリーグ 2008-09シーズンからのbjリーグ参戦が決定した。また、これと並行して7月からチーム名を一般公募し、8月10日に「滋賀レイクスターズ」と発表。11月21日、マスコットキャラクターの“アイディア”を公募開始し、漫画家の長田悠幸作の「マグニー」を採用した。
2008年4月には、チームロゴと日本代表のACも務めたロバート・ピアスの初代HC就任及び、滋賀県立体育館等をホームアリーナとすることを発表する。5月18日、レイクスチアリーダーズのオーディションを開催。
5月26日に行われたbjリーグドラフト会議にて新規参入チームを対象としたエクスパンションドラフトで新潟の藤原隆充、大阪の佐藤浩貴、富山の小川伸也を指名。続いて新人ドラフト本指名1巡目で東芝の町田洋介、2巡目で韓国籍の安成洙、3巡目で日立の小島佑太の4名を指名した。7月7日、選手の入団発表を行った。外国人はブレイデン・ビルビー、ライアン・ローク、ボビー・ナッシュ、レイ・シェファーの4人を獲得。この他に練習生トライアウトで草津市出身の左官磨育と選手契約。大阪の石橋晴行をプレイングアシスタントコーチとして迎え入れた。

### bjリーグ

#### 2008-09シーズン
初年度の開幕戦は10月11日にホーム滋賀県立体育館に前シーズン王者の大阪を迎えて行われた。次のカードも前季西地区2位の高松戦で強豪との対戦が続き、開幕4連敗を喫する。初勝利は開幕5戦目、11月1日に九州共立大学で行われた福岡戦を84-78で制して記録した。さらに翌日も勝利して初の連勝を達成。ホームでの初勝利は11月9日の大分戦に82-73で勝利して記録。そこから一進一退が続き、福岡とプレイオフ圏内の西地区4位を争うが、最後は最下位の大分戦に負け越し、福岡との直接対決に連勝できず、最終節の琉球戦の初戦を落とした段階で5位が確定する。
福岡とは4勝4敗の五分、イースタンカンファレンスの新潟と富山に連勝し他の4チームとも1勝1敗。沖縄、大阪、高松の上位に4勝20敗と大きく負け越したこと、最下位でシーズン8勝の大分に5勝を献上したことが響いた。

#### 2009-10シーズン
ドラフト会議を前に小島、小川、町田洋介をプロテクト指名したが、町田は栃木に移籍した。藤原と佐藤はFA権を取得したが残留。ドラフト会議では1巡目で板倉令奈を指名して優先交渉権を獲得したが入団には至らず、東京が持つ城宝匡史の仮保有権及び2010年ドラフト会議での1順目指名権をトレードし、城宝匡史を獲得した。チームトライアウトで堀川竜一を獲得。外国人はゲイリー・ハミルトン、マイク・ホール、ルーク・ゼラー、クリス・シュラッターを獲得する。アン・ソンスが退団し、外国籍のアジア人枠に該当する選手はゼロとなる。
開幕節はアウェイで新規参入チームの京都と対戦し、1勝1敗。10月10日の高松戦から大阪戦2連勝を含むホームゲーム5連勝したが、11月1日の高松戦での敗北を皮切りに28日の京都戦まで6連敗。11月29日の京都戦で連敗がとまると、前シーズン同様一進一退が続く。1月に前シーズン在籍していたレイ・シェファーと再契約に。3月に大阪在籍時にbjリーグ優勝の経験があるマイキー・マーシャルが加入。4月を6勝2敗で乗り切り、4位をキープする。この間の活躍で城宝が滋賀所属選手では初の月間MVPを受賞した。その後5月1日にプレイオフ争いのライバル・5位大分との直接対決で勝利し、西地区4位で初のプレイオフ進出が決定した。
プレイオフ・カンファレンスセミファイナルは5月15・16日に神戸ポートアイランドホールで西地区1位の大阪と対戦。第1戦は第3Qまで7点差をつけて試合を優位に進めていたが、第4Qにフィールドゴールを1本も決めることができずに60-61で逆転負け。第2戦も68-78で完敗し、ファイナル4進出を逃す。

#### 2010-11シーズン
初年度より指揮を執ったピアスHCとは契約を更新せず、石橋貴俊が新HCに就任。トライアウトで伊戸重樹を練習生として受け入れる。高松からFA宣言していた岡田優を獲得。
城宝、小川、藤原、佐藤をプロテクト指名したエクスパンションドラフトでは小島が宮崎に指名され、移籍した。外国人はゲイリー・ハミルトン、マイキー・マーシャルが残留。ラマー・ライス、マイク・ミュラーを獲得する。
開幕節から一進一退が続いた後、11月にミュラーの契約を解除してレイ・シェファーと再々契約。その直後のウエスタン首位の大阪戦で連勝して一時は首位に立ったが、その後陥落して前半戦はウエスタン2位。後半戦に入り2月にジョシュ・ペッパーズを補強したが、マーシャルが怪我で離脱し、下位の宮崎に連敗するなど5連敗を喫した直後の2月22日に石橋HCが解任され、根間洋一ACがHC代行となる。その後連敗は6で止まる。3月11月に発生した東日本大震災の影響により活動休止となった埼玉から、寺下太基が救済措置により移籍し、シーズン終了まで在籍した。レギュラーシーズン最終順位は西地区4位でプレイオフファーストラウンドに進出。
プレイオフホーム初開催のファーストラウンドでは5位の京都戦で先勝された後、逆転でカンファレンスセミファイナルに進出。アウェイのカンファレンスセミファイナル琉球戦は2連敗で敗退した。

#### 2011-12シーズン
前シーズンHC代行として指揮した根間洋一は本職のACに復職し、新HCにアラン・ウェストオーバーが就任した。
城宝、堀川、石橋、佐藤、マイキー・マーシャル、ゲイリー・ハミルトン、ラマー・ライス、レイ・シェファーが退団。石橋、佐藤、シェファーの退団により、チーム初年度から在籍するメンバーは、藤原、小川のみとなった。新人ドラフトで本多純平、宮城信吾、育成ドラフトで前シーズン練習生だった伊戸重樹を指名。埼玉で契約解除となった波多野和也を獲得。外国人はジョシュ・ペッパーズが残留、浜松からレイ・ニクソン、元パナマ代表のディオニシオ・ゴメス、新潟からジュリアス・アシュビーが加入する。1月にブライアント・マークソンが加入。
ウエスタンカンファレンス4位でプレイオフに出場。ファーストラウンドは福岡に連勝してカンファレンスセミファイナルに進出したが、2シーズン連続で琉球に敗れる。

#### 2012-13シーズン
ウェストオーバーHC、根間ACと2年契約を結ぶ。岡田優、波多野、ペッパーズ、アシュビーらが退団し、仲摩純平、井上裕介、寺下太基、ウェイン・アーノルドらが入団した。
シーズン前に浜松、京都、大阪を県立体育館に迎えカップ戦を開催。浜松に敗れたが京都、大阪に勝利し準優勝となった。開幕戦で宮崎に敗北、沖縄、大分に連敗するなどスタートで出遅れる。連敗が5で止まるとそこから一進一退が続く。1月にホームでの沖縄戦に連勝し、流れに乗るかと思われたが次の大分戦で好調だった小川が負傷。さらに翌週にウェイン・アーノルドが負傷し主力2人が離脱。京都、長野に連勝するがその後、小川が残りの全試合を欠場することが決まる。次の千葉戦でアーノルドが復帰するもレイ・ニクソンと2月に加入したシェルトン・コルウェルが負傷。さらに4月の宮崎戦でディオニシオ・ゴメスが負傷。秋田戦でニクソンが復帰するが2戦目で敗れ2位の可能性が消滅。シーズン最終戦の島根戦でゴメスが復帰し小川を除く全選手が揃うが初戦を落としレギュラーシーズン4位が確定。ホームで開催したカンファレンスファーストラウンドで、5位の京都に2連敗して敗退が決定。このシーズン限りでウェストオーバーHC、根間ACともに退団した。

#### 2013-14シーズン
元モルモン教宣教師で、日本語が堪能なクリス・ベッチャーが新HCに就任。オフに藤原、伊戸、本多、ニクソン、アーノルド、アボヤが退団し、溝口秀人、ブランドン・フィールズ、マーシャル・ブラウンが入団した。2月にアーリーエントリーで武田倫太郎と契約。
オールスターゲームまでの前半戦は12勝16敗と勝率.500を下回る戦いぶりだったが、後半戦開始直後に1敗を挟んで5連勝、4連勝を記録し、勝ち星を先行させて上位争いに加わった。特に2月9日の高松戦、2月15日の大阪戦では連続でオーバータイムを制するなど勝負強さも戻ってきた。かと思えば終盤の3位争いの最中に最下位の島根に連敗するなどチームの調子には波があった。この結果、3位争いでは後れを取り、順位争いのライバル・福岡をホームに迎えて対戦したレギュラーシーズン最終節2試合は、1敗でもすればプレイオフホーム開催権の無い5位なる可能性もあったが2連勝を達成、さらにもう一方の順位争いのライバル・浜松もホーム開催試合で連敗したため、逆転で過去最高順位・西地区3位で、5季連続のプレイオフ進出が決定した。
プレイオフ・ファーストラウンドでは西地区6位の大阪と対戦し、第1戦を54-77で大敗。第2戦も終盤までリードを許していたが、横江豊が試合時間残り1秒で逆転のミドルシュートを決めて67-66で勝利。決定戦は33-16で圧勝し、2シーズンぶりのカンファレンスセミファイナル進出が決定。ウエスト2位の京都とのカンファレンスセミファイナルは第1戦87-82でセミファイナル初勝利をあげてファイナルズ初進出に王手をかけたが、翌日の第2戦と決定戦は73-97、15-25と完敗してシーズンを終えた。

#### 2014-15シーズン

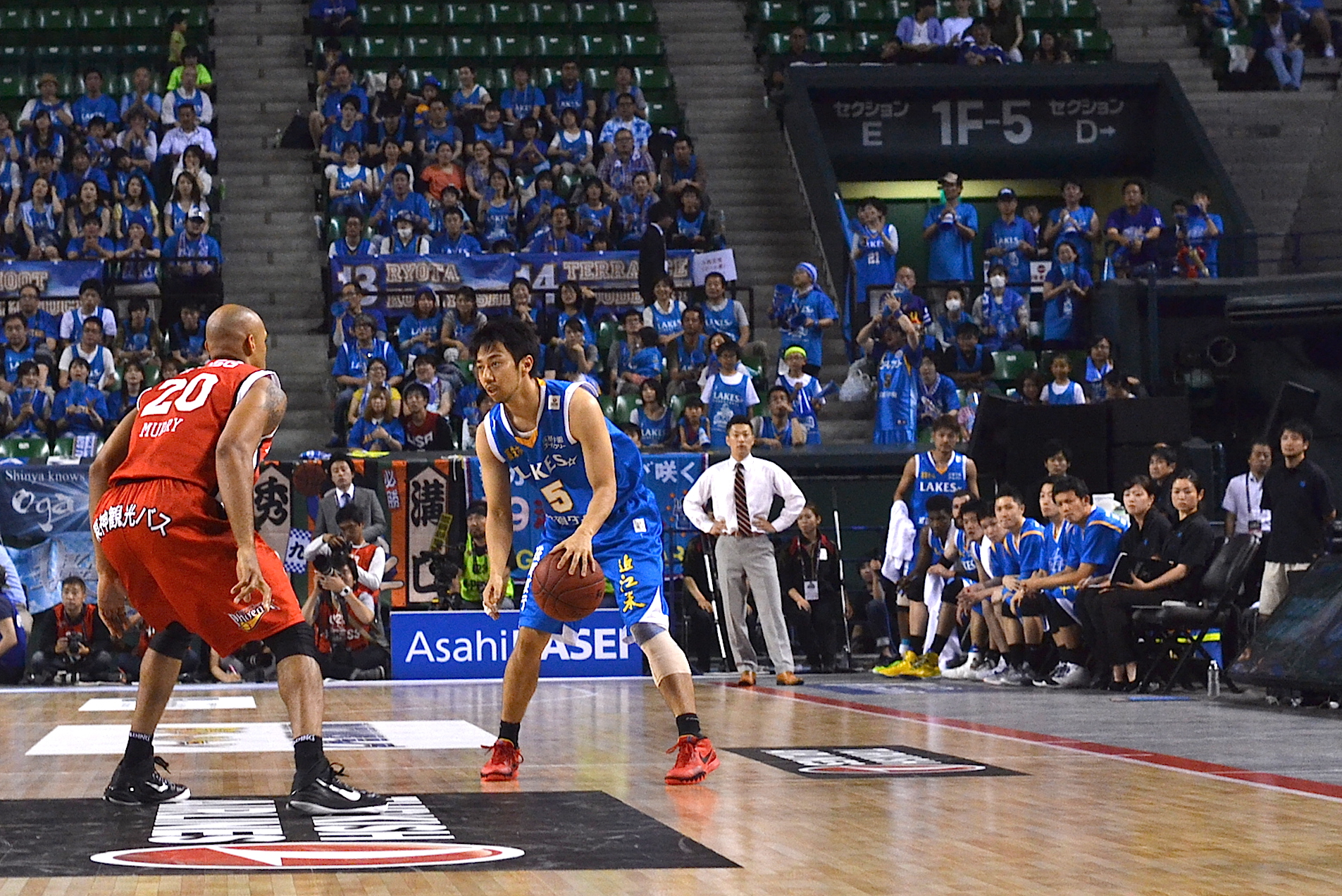
有明にて

ベッチャーは前シーズン限りで退団し、代わって遠山向人がヘッドコーチに就任。京都からFA宣言した岡田を再獲得したほか、福岡からFA宣言の加納督大、自由獲得枠の小林遥太、ドラフト指名の鈴木友貴、前京都のクリス・ホルム、前浜松のレイ・ニクソン、元琉球のテレンス・ウッドベリー、前信州のジェフリー・パーマーを獲得。

シーズン序盤に5連勝を二度記録する好スタートを切り、序盤は首位争いに加わった。中盤以降は上位に差をつけられたが、レギュラーシーズンはチーム史上最高の34勝をあげて4位でプレイオフに進出。ファーストラウンドはホームで5位の大阪を2勝0敗で破り、翌週のカンファレンスセミファイナルは首位の京都と1勝1敗になったのち、最終決定戦の激闘に勝利して有明コロシアムでのファイナルズへの初出場が決定した。有明ではカンファレンスファイナルで浜松に敗戦。翌日の3位決定戦で岩手に勝利し、初の有明で貴重な1勝をあげた。

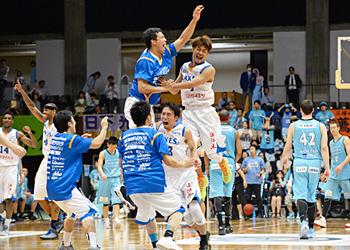
京都を第3試合で破る

#### 2015-16シーズン
チーム設立当初からチームを引っ張ってきた小川が現役引退。6月、武田倫太郎、レイ・ニクソン、クリス・ホルムとの契約満了を発表。大分に在籍していた波多野和也が再加入。横江豊、岡田優、加納督大、溝口秀人、小林遥太、鈴木友貴との契約継続を発表した。また、今シーズンからキャプテンは横江が引き継ぐこととなる。
7月11日、2015年10月から開催される予定の統一リーグB.LEAGUE1部への加入を目指し、草津市民体育館を5000人収容とする改修への財政負担を草津市や滋賀県に求めていたが、滋賀県は整備費用負担を拒否。広報や応援活動、県施策との連携を行うと表明するに留めた。坂井信介代表は「三日月大造知事の支援表明は何だったのか、ゼロ回答に等しい」と批判した。7月30日、JPBLは1部リーグ参入条件である「5000人規模のホームアリーナ」の整備の目途が立っていない事などから所属リーグは未決定であると発表。8月26日、最終のリーグ振り分けとなる29日を前に、滋賀県立体育館に仮設席や立見席を設けることで5000人収容とする計画を発表した。最終的に、2016年に開幕するB.LEAGUEでは1部西地区に所属する決定がなされた。
レギュラーシーズン順位は西地区5位で、プレイオフホーム開催権を得られる4位には入れなかったものの、前シーズンを上回るチーム歴代最多の35勝をあげた。プレーオフ・ファーストラウンドはアウェイ浜松アリーナで西地区4位の浜松に2連勝して突破したが、セミファイナルでは西地区1位の京都に連敗して敗退した。

### B.LEAGUE

#### 2016-17シーズン（B1西地区）
bjリーグ時代から使用していたロゴを刷新し、新たなロゴを使用することを7月1日に発表した。
昨シーズンから残った選手は小林、横江、マブンガのみで、東京EXから樋口大倫、狩野祐介、群馬から菅原洋介、富山から田中大地、名古屋D（旧三菱電機）から長谷川智伸を獲得した。7月12日狩野はクラブ初の日本代表選手に選出された。シーズン途中でデイビッド・ウィーバーを契約解除して、新たにクレイグ・ブラッキンズを獲得、フリーエージェントだった並里成、アーリーエントリーで日本大学４年の高橋耕陽、練習生で日本大学卒・大津市出身の佐野太一も獲得している。
シーズンが始まるとなかなか勝率を上げることができず、年末年始には11連敗するなど成績は低迷していた。東地区・中地区との交流戦を終えた時点でB1全体での勝率が最下位であり、次年度のB2降格がちらついていた。しかし、4月から急にチームは成績をあげ、4月は7勝3敗。5月は3戦全勝とするなど6連勝でシーズンを終え、21勝39敗で西地区では最下位であったものの、残留プレイオフ出場圏内の15位とは3ゲーム差をつけ17‐18年度のB1残留が決定した。
シーズン終了後に遠山向人HCの退任を発表。後任に栃木のACだったショーン・デニスの就任が発表された。なお、遠山は名古屋Dのアソシエイトヘッドコーチに就任した。
観客動員数は対前年40％増の合計64,091名が来場し、一試合平均も30％増の2,136名に上昇した。ブースタークラブ会員数は2,554名、パートナー社数は過去最多の483社となった。

#### 2017-18シーズン（B1西地区）
昨シーズンから日本人メンバーの変更はほぼなく、澤地サミュエル・ジュニアが新加入。『リバウンド力があり、ゴール下で強さを発揮できる選手』というショーン・デニス新HCの方針により、昨季のエース、ジュリアン・マブンガは放出され京都へ。クレイグ・ブラッキンズとは契約を継続する意向だったが、合意に至らず名古屋Dへ移籍した。新しくディオール・フィッシャーとオマール・サムハン、ガニラワルが加入する。昨季、チームに在籍した佐野太一はチームをサポートする立場としてシーズンを通してチームに帯同することとなる。
シーズンが開幕すると序盤は勝ち星が８割を上回る時期もあり、琉球と西地区１位を争っていた。しかし、外国籍選手の試合中のファールがあまりにも多く、黒星が増えてしまう。チームは年内の試合をもってオマール・サムハンとの契約を解除した。1月10日怪我を抱えていた田中大地とチームは双方の合意のもと契約解除となり、田中大地は現役引退となった。年が明けた1月11日ベンキー・ジョイスの加入を発表する。ベンキー・ジョイスの活躍もあり、チームの成績が向上するかと思われた1月19日のアウェー栃木戦にて帰化選手であるファイ・サンバが左ハムストリングス損傷を負う。サンバが出場できなくなってしまい、チームは12連敗してしまう。その後もあまり勝ち星を重ねることができないままシーズン終盤にかかる。
しかし、昨年同様に好調がチームに訪れ4月のゲームを8勝1敗で切り抜ける。残留プレーオフへの出場圏内と圏外を行き来した状態が続く。シーズン残り3試合を残して、三遠、大阪、富山、滋賀の4チームが1ゲーム差に迫り、どのチームも残留プレーオフ圏内に入る可能性を持つ状況であった。その後三遠、大阪は勝ち星をあげ、富山と滋賀が残留へ向けた残り1枠を争うこととなる。
残留へ向けた最終節は滋賀のホームで富山との直接対決であった。富山は2試合のうち1勝したら残留が決定、滋賀は2連勝しなければ残留が決定しない状況であった。第1試合は1Qに10点のリードを奪われるもののその後立て直し、95-34で勝利。勝ったチームが残留を手にする第2試合は前半に滋賀が大量リードを奪うものの、3Q、4Qに富山の追い上げにあい、逆転を許すシーンもあったものの最終的には滋賀が逃げ切り残留を決めた。この試合はシーズンを通して最多となる39756人の大観衆がアリーナのホーム側をレイクスブルーに染め上げて大声援を送った。また、富山からのブースターを大勢駆けつけ、アリーナのアウェイ側を完全に赤で埋め尽くし、ホームさながらの大声援を送った。チームは西地区3位でシーズンを終えた。
5月11日、チームは小林遥太、澤地サミュエルJr.、長谷川智伸、菅原洋介との契約満了を発表した。

#### 2018-19シーズン（B1西地区）
シーズン開幕前にアジア大会日本代表に選出された佐藤卓磨が不祥事を起こしたことにより公式戦試合出場停止処分を受ける。選手層が薄くなったままシーズンに突入した。開幕節は新潟に勝利するなど調子が上向いているようにも見えたが、中盤になると勝ち星が伸びずB1全体での最下位に低迷する。11月27日には特別指定選手の中村功平、12月14日にはマーカス・ブレイクリーと契約をする。しかし、成績は上向かず、2月1日にディオール・フィッシャー、2月12日にマーカス・ブレイクリーとの契約解除を発表する。チームがオールスターブレイクに入っていた時期に新たにヘンリー・ウォーカーとアレン・ダーラムとの契約を発表する。2人の加入とともにチームは「残留力」をテーマに戦っていくことを発表。2人が加入するとチームの成績は向上する。チームの順位は徐々に回復していきシーズン残り3試合を残してB1残留が確定。このシーズンはホームゲーム総観客動員数な72,525人となり昨季から3.9%向上、クラブ史上初の1試合平均2,400人に到達した。また、3,000人以上が来場した試合も5試合あった。
シーズン終了後、紺野ニズベッド翔、ガニ・ラワル、西裕太郎、二ノ宮康平、樋口倫大との契約満了を発表した。

#### 2019-20シーズン（B1西地区）
狩野祐介、荒尾岳、伊藤大司、中村功平、高橋耕陽は昨年までに複数年契約をしていたためチームに残留する。
4月30日、NBAのクリーブランド・キャバリアーズでトレーナーをしており、レブロン・ジェームズなどの名選手の体のケアをしてきた中山佑介がパフォーマンススーパーバイザーに就任することを発表。5月1日、ヘンリー・ウォーカーとの契約継続を発表。5月30日A東京から齋藤拓実の期限付きでの獲得を発表。6月6日三河から狩俣昌也の獲得を発表。6月17日川崎から谷口光貴の獲得を発表。7月29日、日本代表のシェーファーアヴィ幸樹のA東京からのレンタル移籍を発表。
また、今シーズンより株式会社サン・クロレラとメインオフィシャルパートナー契約を締結する。シーズン途中11月1日、3期ぶりにクレイグ・ブラッキンズの加入を発表。11月10日にチャールズ・ローズとの契約を解除。11月20日アルバルク東京からジェフ・エアーズのレンタル移籍を発表。この移籍によりA東京からのレンタル移籍は3人目となり、所属外国籍選手全員がNBA出身となった。1月26日にコービー・ブライアント氏がヘリコプターの事故で死去した際にはNBAで対戦経験のある外国籍選手を中心にチームからコメントを発表した。また、事故後の試合ではNBAの試合でも追悼の意味を込めて行われた意図的に24秒バイオレーションと8秒バイオレーションを引き起こすパフォーマンスが行われた。
12月25日に白鷗大学出身の前田怜緒と特別指定契約を結ぶ。新型コロナウイルス感染症の流行により3月15日のホーム無観客試合をもって2019-20シーズンが終了する。
シーズン終了後、狩野祐介、荒尾岳、齋藤拓実、佐藤卓磨、シェーファーアヴィ幸樹、ジェフ・エアーズ、高橋耕陽、中村功平が他チームへ移籍し、キャプテンをはじめとする主力の多くが移籍する事態となったことにチームは5月28日に異例となる声明を会長、社長の連名で発表した。
チームに残った狩俣昌也はTwitterで「滋賀の皆さん俺います。」とつぶやきブースターを勇気づけた。

#### 2020-21シーズン（B1西地区）
5月21日伊藤、狩俣の契約継続を発表。6月8日村上駿斗、今川友哲との新規契約を発表。6月9日頓宮裕人との新規契約を、晴山ケビンの千葉からのレンタル移籍を発表。8月1日にジョナサン・オクテウスと荒川颯(練習生契約)、8月3日に以前チームに所属していたゲイリー・ハミルトンの弟であるジョーダン・ハミルトンと、8月17日にアンガス・ブラントとの契約を発表。また、新型コロナウイルス感染症の影響で外国籍選手のチーム合流が遅れることに対する救済処置として発表された外国籍選手追加契約ルールに基づきウィル・クリークモアとの契約を発表。
なお、チーム創設初年度から所属してきた小川伸也ACは京都ハンナリーズHCに就任した。
シーズン序盤は外国籍選手の合流が遅れた影響もあり、苦戦を強いられたが4戦目の横浜ビーコルセアーズ戦で初勝利を収める。その後厳しい戦いが続くもののアルバルク東京、宇都宮ブレックスといった優勝経験のある強豪チームから勝星を挙げるなど躍進した。1月7日には特別指定選手として野本大智との契約を発表。1月27日谷口光貴が香川ファイブアローズに期限付き移籍することを発表。チームとして期限付き移籍で選手を放出する初の事例となった。2月はなかなか勝ち星が挙げられない戦いが続いたものの4月になると成績は向上し最終的に23勝36敗でシーズンを終えた。
5月11日香川ファイブアローズに期限付き移籍していた谷口光貴との契約満了を発表。香川ファイブアローズに完全移籍した。
またショーン・デニスHCの退任並びに翌2021-22シーズン名古屋DのHC就任が発表された。後任には佐賀のルイス・ギル・トーレス（登録名はルイス・ギル）がHCに就任。同時にACとして同じく佐賀から保田尭之が就任した。そして、八幡幸助がアシスタントゼネラルマネジャー（AC兼任）に就任した。そして伊藤の現役引退が発表された。
主力選手であった狩俣は長崎、ジョーダン・ハミルトンは熊本、前田は信州、晴山は富山へと移籍した。

#### 2021-22シーズン（B1西地区）
昨シーズンよりチームに残ったのは今川友哲と野本大智。2年契約の2季目を迎える村上駿斗は山形にレンタル移籍した。
新規獲得選手としてフィリピン代表のスター選手キーファー・ラベナ、佐賀から澁田怜音、川真田紘也、奈良からショーン・オマラ、静岡からノヴァー・ガドソン、フランスでベスト5に選出されたオヴィ・ソコ、特別指定選手として横須賀市出身でMcCook Community Collegeに在学中のトビンマーカス海舟を獲得した。また、ヘッドコーチは佐賀からスペイン代表ACのルイス・ギル・トーレス（登録名はルイス・ギル）を獲得した。大幅にメンバー・スタッフを入れ替え、平均年齢がチーム創設以来最も若いチームとなった。
12月15日には大東文化大学の星野京介が特別指定選手として加入することが発表された。チームは開幕当初順調に勝ち星を積み重ね、勝率が5割を超えている時期もあったが、次第に負け試合が重んでいきシーズン中盤にはチーム史上最長となる17連敗を記録した。また、新型コロナウイルスによる試合中止などで試合が54日間中止になることもあった。3月11日にはオヴィ・ソコとの契約が解除され、あらたにワース・スミスが加入しシーズン終了まで戦った。シーズン終盤に選手の入れかえがあったこともあり、ディフェンスが崩壊する試合も多く大量点差で敗戦することもあったが格上の広島ドラゴンフライズに勝利するなど粘り強い試合をすることもあり、シーズンを14勝43敗で終えた。
9月22日には株式会社マイネットが株式の75％を取得し、経営参画することが発表された。これにより株式会社滋賀レイクスターズはマイネットの特定子会社となりマイネット代表取締役社長上原仁（守山市出身）は会長に就任した。2020年に会長に就任した後藤敬一をはじめとする永田咲雄・谷口彰、監査役の西川甫は退任となった。また11月1日には元群馬の社長であり、大阪や長崎にも携わった宇留賀邦明がマイネットに入社し、滋賀のBtoB事業の中核として、主に営業力強化に向けた取り組みを担うことになった。

#### 2022-23シーズン（B1西地区）

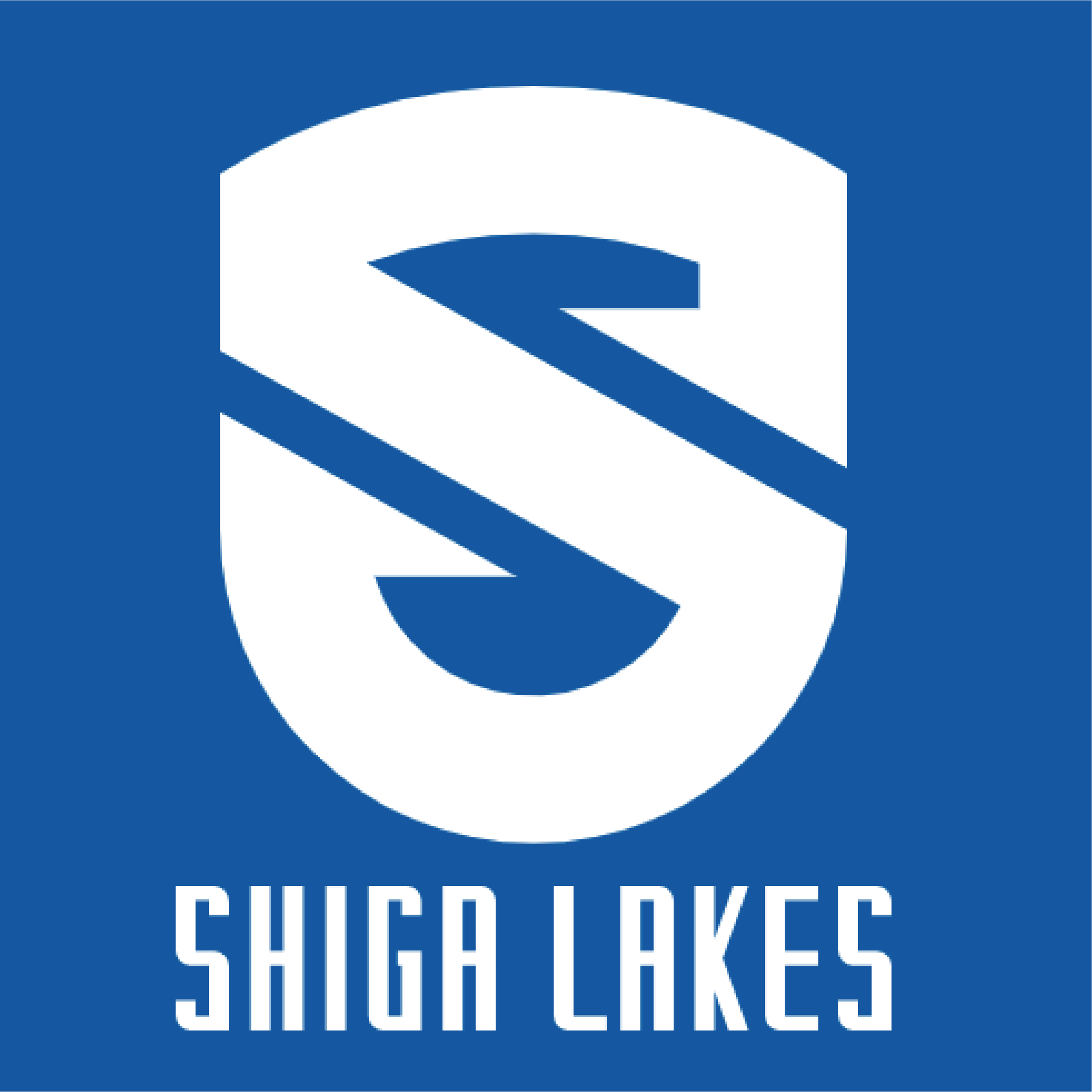
滋賀レイクス 2022- ロゴ

7月5日、創設15周年目を迎えるにあたり、チームのリブランディングを発表。呼称を滋賀レイクスにすること、滋賀の「S」をモチーフにしたシンプルなチームエンブレムへの変更、チームカラーのブラッシュアップ、ユニフォームなどに使用するオリジナルフォントを発表した。併せて、滋賀県出身でロンドンオリンピックフェンシング男子銀メダリスト太田雄貴のクラブアドバイザー就任も発表した。
昨シーズンよりチームには、星野京介、川真田紘也、野本大智、柏倉哲平、森山修斗、キーファーラベナが残った。また、新規にテーブス海、杉浦佑成、デクアンジョーンズ、Eric McCree、Ivan Buva、狩野祐介を獲得した。レンタル移籍中だった村上駿斗は山形に完全移籍した。
7月16日、週刊文春で狩野祐介のプライベートに関する内容が取り上げられたことを受け、公式HPで謝罪文を掲載した。
11月16日、成績不振により、双方合意の元、ルイス・ギルHCとの契約が解除され、保田尭之アシスタントコーチがヘッドコーチを代行することになった。が、2023年に入っても低迷は止まらず、4勝28敗と大きな負け越しで、西地区最下位に転落。1月26日に保田尭之HCとの契約が解除され、アシスタントコーチだったダビー・ゴメスのHC昇格が発表された。2月20日にシーズン途中から加入したデイビット・ドブラスとの契約解除および東京八王子ビートレインズ（B3）への移籍が発表された。
3月28日、隣県の京都府京都市本社の健康食品メーカーの株式会社サン・クロレラの代表取締役社長・中山太が、筆頭株主のマイネットが保有している株式の74.2％を買収し、筆頭株主となり、中山がクラブの代表取締役会長に就任した。
4月からは調子を取り戻す試合がいくつかあったが、5月7日の京都戦とのシーズン最終戦に敗れた上に、同じ残留争いのライバルだった富山が横浜BC戦に連勝した結果、B1西地区は最下位、リーグ全体の勝率では24チーム中23位となり、来季のB2降格が決定した。

#### 2023-24シーズン（B2西地区）
7月1日、一身上の都合により、取締役の上原仁前会長などが辞任し、原毅人取締役兼GMが代表取締役社長兼GMに就任した。
選手面ではテーブス海（→A東京）や星野京介（→信州）などが移籍した。
2024年3月9日に、B2リーグ戦の試合結果でB2プレーオフに進出が決定。そして4月6日のアウェー・福岡戦での勝利により、B2西地区の優勝（最終結果：44勝16敗・全体2位）が決まった。B2プレーオフのクォーターファイナルのホームゲーム・青森戦では第1戦は落とすも、その後は2連勝（2勝1敗）でセミファイナル進出を決める。そしてセミファイナルの山形戦ではスイープで勝利し、これにより1年でのB1復帰を決めた同時に、B2プレーオフのファイナルは越谷（東地区2位・全体4位）が東地区優勝（全体1位）のA千葉に2勝0敗で勝利したため、滋賀（滋賀DH）でのホーム開催が決まった。そして、ホームでの開催となったB2プレーオフ・ファイナルの越谷戦では第1戦は第4Qで越谷に同点に追いつかれるも、OT1では越谷を突き放し、96-87で勝利。第2戦でも越谷との接戦を制し（89-87）、2連勝でB2優勝を決めると同時に、1シーズンでのB1復帰を果たしたクラブとしては初めてB2優勝を果たす快挙を成し遂げた。そしてファイナルMVPにはジャスティン・バーレルが選出された。また5月19日にホームで開催されたB2ファイナル第2戦・越谷戦ではクラブ史上最多入場者数となる4,691名を記録した。
シーズン終了後、ダビー・ゴメスHCの退任が発表された。

#### 2024-25シーズン（B1西地区）
2024-25シーズンのチームマネジメント体制として、社長兼GMだった原毅人がGMを退任し、新たにトップチームだけでなくユースチームも含めた強化部門全体を統括する「スポーツディレクター（Sports Director=SD）」を務める他、トップチームのディレクションを担う役職として新設する「プレジデントオブバスケットボールオペレーションズ（President of Basketball Operations=PBO）」に、クラブオーナーで代表取締役会長の中山太が就任する。また、2023-24シーズン限りで現役を引退した眞庭城聖選手が、2024-25シーズンよりトップチームの現場責任者であるGMに就任する事も発表された。
またゴメスHCの退任に伴い、前長崎の前田健滋朗がHCに就任。

## 成績

### B.LEAGUE
1. ↑  新型コロナウイルスパンデミックによりシーズン中止
2. ↑  新型コロナウイルスパンデミックにより1試合（AWAY信州戦）中止
3. ↑  新型コロナウイルスパンデミックにより3試合中止

### 過去のリーグ戦

#### bjリーグ
| 年度    | レギュラーシーズン | レギュラーシーズン | レギュラーシーズン | レギュラーシーズン | レギュラーシーズン | レギュラーシーズン | レギュラーシーズン | レギュラーシーズン | 最終結果 | HC                         | 備考                      |
| 年度    | 勝                 | 敗                 | 勝率               | ゲーム差           | 得点               | 失点               | 得失点差           | 順位               | 最終結果 | HC                         | 備考                      |
| ------- | ------------------ | ------------------ | ------------------ | ------------------ | ------------------ | ------------------ | ------------------ | ------------------ | -------- | -------------------------- | ------------------------- |
| 2008-09 | 19                 | 33                 | .365               | 21.0（3.0）        | 76.8               | 79.6               | -2.8               | 西5位              | 10位     | ロバート・ピアス           | 新規参入1年目             |
| 2009-10 | 29                 | 23                 | .558               | 5.0                | 80.0               | 77.0               | +3.0               | 西4位              | 5位      | ロバート・ピアス           | プレイオフ 地区準決勝出場 |
| 2010-11 | 30                 | 20                 | .600               | 4.0                | 88.8               | 85.8               | +3.0               | 西4位              | 5位      | 石橋貴俊→ 根間洋一（代行） | プレイオフ 地区準決勝出場 |
| 2011-12 | 33                 | 19                 | .635               | 6.0                | 82.1               | 78.0               | +4.1               | 西4位              | 5位      | アラン・ウェストオーバー   | プレイオフ 地区準決勝出場 |
| 2012-13 | 32                 | 20                 | .615               | 10.0               | 78.3               | 74.5               | +3.8               | 西4位              | 9位      | アラン・ウェストオーバー   | プレイオフ 地区1回戦出場  |
| 2013-14 | 27                 | 25                 | .510               | 16.0               | 79.4               | 81.1               | -1.7               | 西3位              | 5位      | クリス・ベッチャー         | プレイオフ 地区準決勝出場 |
| 2014-15 | 34                 | 18                 | .654               | 10.0               | 78.8               | 74.9               | +3.9               | 西4位              | 3位      | 遠山向人                   | ファイナルズ出場          |
| 2015-16 | 35                 | 17                 | .673               | 6.0                | 82.2               | 73.1               | 9.1                | 西5位              | 5位      | 遠山向人                   | プレイオフ 地区準決勝出場 |

ゲーム差は()外は1位、()内はプレイオフ圏との差をそれぞれ表している。

#### B.LEAGUE
| 年度    | カテゴリ | レギュラーシーズン | レギュラーシーズン | レギュラーシーズン | レギュラーシーズン   | レギュラーシーズン | レギュラーシーズン | レギュラーシーズン | レギュラーシーズン | CS結果     | 残留PO結果 | HC                                     | 備考 |
| 年度    | カテゴリ | 勝                 | 敗                 | 勝率               | 地区首位とのゲーム差 | 得点               | 失点               | 得失点差           | 順位               | CS結果     | 残留PO結果 | HC                                     | 備考 |
| ------- | -------- | ------------------ | ------------------ | ------------------ | -------------------- | ------------------ | ------------------ | ------------------ | ------------------ | ---------- | ---------- | -------------------------------------- | ---- |
| 2016-17 | B1西地区 | 21                 | 39                 | .350               | 25.0                 | 4468               | 4740               | -272               | 14                 | 出場ならず | 回避       | 遠山向人                               |      |
| 2017-18 | B1西地区 | 24                 | 36                 | .400               | 18.0                 | 4416               | 4616               | -200               | 14                 | 出場ならず | 回避       | ショーン・デニス                       |      |
| 2018-19 | B1西地区 | 18                 | 42                 | .300               | 22.0                 | 4375               | 4680               | -305               | 14                 | 出場ならず | 回避       | ショーン・デニス                       |      |
| 2019-20 | B1西地区 | 21                 | 20                 | .512               | 6.0                  | 3108               | 3069               | 39                 | 8                  | 開催無     | 開催無     | ショーン・デニス                       |      |
| 2020-21 | B1西地区 | 23                 | 39                 | .390               | 18.5                 | 4590               | 4832               | -242               | 13                 | 出場ならず | 開催無     | ショーン・デニス                       |      |
| 2021-22 | B1西地区 | 14                 | 43                 | .246               | 35.5                 | 4577               | 5162               | -585               | 19                 | 出場ならず | 開催無     | ルイス・ギル                           |      |
| 2022-23 | B1西地区 | 14                 | 46                 | .233               | 34.0                 | 4563               | 5089               | -526               | 23                 | 出場ならず | B2降格     | ルイス・ギル→ 保田尭之→ ダビー・ゴメス |      |

### 全日本総合選手権
- 2018年 - 6回戦
- 2019年 - 2次ラウンド一回戦敗退
- 2020年 - 3位
- 2021年 - 出場せず
- 2022年 - 3次ラウンド二回戦敗退
- 2023年 - 3次ラウンド一回戦敗退

### B. LEAGUE 発足以降のチーム別通算対戦成績 (レギュラーシーズンのみ)
| チーム                         | 勝 | 負 | 勝率 | 得点 | 失点 | 得失点差 |
| ------------------------------ | -- | -- | ---- | ---- | ---- | -------- |
| レバンガ北海道                 | 10 | 8  | .556 | 1481 | 1537 | -56      |
| 仙台89ers                      | 1  | 3  | .250 | 306  | 325  | -19      |
| 秋田ノーザンハピネッツ         | 4  | 8  | .333 | 918  | 956  | -38      |
| 茨城ロボッツ                   | 2  | 2  | .500 | 330  | 342  | -12      |
| 宇都宮ブレックス               | 2  | 12 | .143 | 1023 | 1227 | -204     |
| 群馬クレインサンダーズ         | 0  | 3  | .000 | 234  | 267  | -30      |
| 千葉ジェッツ                   | 0  | 12 | .000 | 875  | 1099 | -224     |
| アルバルク東京                 | 2  | 10 | .167 | 885  | 1010 | -125     |
| サンロッカーズ渋谷             | 4  | 12 | .250 | 1194 | 1320 | -126     |
| 川崎ブレイブサンダース         | 1  | 15 | .063 | 1127 | 1329 | -202     |
| 横浜ビー・コルセアーズ         | 5  | 13 | .278 | 1339 | 1425 | -86      |
| 新潟アルビレックスBB           | 8  | 6  | .571 | 1148 | 1125 | 23       |
| 富山グラウジーズ               | 8  | 12 | .400 | 1669 | 1722 | -53      |
| 信州ブレイブウォリアーズ       | 2  | 7  | .222 | 634  | 711  | -77      |
| 三遠ネオフェニックス           | 10 | 8  | .556 | 1232 | 1222 | 10       |
| シーホース三河                 | 8  | 19 | .296 | 2236 | 2431 | -195     |
| 名古屋ダイヤモンドドルフィンズ | 12 | 18 | .400 | 2181 | 2307 | -126     |
| ファイティングイーグルス名古屋 | 3  | １ | .750 | 309  | 274  | 35       |
| 京都ハンナリーズ               | 13 | 18 | .419 | 2401 | 2421 | -20      |
| 大阪エヴェッサ                 | 12 | 22 | .353 | 2542 | 2625 | -83      |
| 西宮ストークス                 | 4  | 2  | .667 | 780  | 739  | 41       |
| 島根スサノオマジック           | 8  | 14 | .364 | 1674 | 1797 | -123     |
| ライジングゼファー福岡         | 5  | 1  | .833 | 473  | 435  | 38       |
| 広島ドラゴンフライズ           | 4  | 8  | .333 | 999  | 1066 | -67      |
| 琉球ゴールデンキングス         | 6  | 28 | .176 | 2362 | 2684 | -322     |

2022-23シーズン終了時点

### 2016-17シーズン
| チーム                         | 勝 | 負 | 勝率  | 得点 | 失点 | 得失点差 |
| ------------------------------ | -- | -- | ----- | ---- | ---- | -------- |
| レバンガ北海道                 | 0  | 2  | .000  | 155  | 176  | -21      |
| 秋田ノーザンハピネッツ         | 1  | 1  | .500  | 157  | 135  | +22      |
| 仙台89ers                      | 1  | 1  | .500  | 174  | 170  | +4       |
| 栃木ブレックス                 | 0  | 2  | .000  | 137  | 185  | -48      |
| 千葉ジェッツ                   | 0  | 2  | .000  | 135  | 177  | -42      |
| アルバルク東京                 | 1  | 1  | .500  | 170  | 169  | +1       |
| サンロッカーズ渋谷             | 0  | 2  | .000  | 124  | 146  | -22      |
| 川崎ブレイブサンダース         | 0  | 2  | .000  | 152  | 189  | -37      |
| 横浜ビー・コルセアーズ         | 0  | 2  | .000  | 145  | 160  | -15      |
| 新潟アルビレックスBB           | 1  | 1  | .5000 | 176  | 167  | +9       |
| 富山グラウジーズ               | 1  | 1  | .500  | 150  | 156  | -6       |
| 三遠ネオフェニックス           | 0  | 2  | .000  | 122  | 144  | -22      |
| シーホース三河                 | 3  | 5  | .375  | 610  | 635  | -25      |
| 名古屋ダイヤモンドドルフィンズ | 4  | 4  | .500  | 597  | 620  | -231     |
| 京都ハンナリーズ               | 3  | 3  | .500  | 441  | 462  | -21      |
| 大阪エヴェッサ                 | 4  | 4  | .500  | 605  | 606  | -1       |
| 琉球ゴールデンキングス         | 2  | 4  | .333  | 418  | 443  | -25      |

### 2017-18シーズン
| チーム                         | 勝 | 負 | 勝率  | 得点 | 失点 | 得失点差 |
| ------------------------------ | -- | -- | ----- | ---- | ---- | -------- |
| レバンガ北海道                 | 1  | 1  | .000  | 164  | 174  | -10      |
| 栃木ブレックス                 | 0  | 2  | .000  | 143  | 160  | -17      |
| 千葉ジェッツ                   | 0  | 2  | .000  | 147  | 169  | -22      |
| アルバルク東京                 | 0  | 2  | .000  | 140  | 169  | -29      |
| サンロッカーズ渋谷             | 1  | 1  | .500  | 154  | 164  | -10      |
| 川崎ブレイブサンダース         | 0  | 4  | .000  | 257  | 314  | -57      |
| 横浜ビー・コルセアーズ         | 1  | 3  | .250  | 261  | 299  | -38      |
| 新潟アルビレックスBB           | 0  | 2  | .000  | 135  | 168  | -33      |
| 富山グラウジーズ               | 3  | 1  | .750  | 316  | 296  | +20      |
| 三遠ネオフェニックス           | 1  | 1  | .500  | 138  | 147  | -9       |
| シーホース三河                 | 0  | 2  | .000  | 158  | 186  | -28      |
| 名古屋ダイヤモンドドルフィンズ | 2  | 0  | 1.000 | 164  | 132  | +32      |
| 京都ハンナリーズ               | 4  | 2  | .667  | 481  | 470  | +11      |
| 大阪エヴェッサ                 | 3  | 3  | .500  | 447  | 445  | +2       |
| 西宮ストークス                 | 4  | 2  | .667  | 454  | 410  | +44      |
| 島根スサノオマジック           | 4  | 2  | .667  | 473  | 449  | +24      |
| 琉球ゴールデンキングス         | 0  | 6  | .000  | 384  | 464  | -80      |

### 2018-19シーズン
| チーム                         | 勝 | 負 | 勝率  | 得点 | 失点 | 得失点差 |
| ------------------------------ | -- | -- | ----- | ---- | ---- | -------- |
| レバンガ北海道                 | 0  | 2  | .000  | 135  | 167  | -32      |
| 秋田ノーザンハピネッツ         | 2  | 0  | 1.000 | 169  | 144  | +25      |
| 栃木ブレックス                 | 1  | 1  | .500  | 154  | 188  | -34      |
| 千葉ジェッツ                   | 0  | 2  | .000  | 159  | 185  | -26      |
| アルバルク東京                 | 0  | 2  | .000  | 135  | 153  | -18      |
| サンロッカーズ渋谷             | 0  | 4  | .000  | 258  | 328  | -70      |
| 川崎ブレイブサンダース         | 1  | 1  | .500  | 144  | 144  | 0        |
| 横浜ビー・コルセアーズ         | 0  | 2  | .000  | 146  | 152  | -6       |
| 新潟アルビレックスBB           | 1  | 1  | .500  | 148  | 149  | -1       |
| 富山グラウジーズ               | 0  | 4  | .000  | 289  | 369  | -80      |
| 三遠ネオフェニックス           | 1  | 3  | .250  | 290  | 304  | -14      |
| シーホース三河                 | 0  | 2  | .000  | 131  | 155  | -24      |
| 名古屋ダイヤモンドドルフィンズ | 1  | 5  | .167  | 429  | 467  | -38      |
| 京都ハンナリーズ               | 2  | 4  | .333  | 478  | 489  | -11      |
| 大阪エヴェッサ                 | 1  | 5  | .167  | 391  | 417  | -26      |
| ライジングゼファー福岡         | 5  | 1  | .833  | 473  | 435  | +38      |
| 琉球ゴールデンキングス         | 3  | 3  | .500  | 446  | 434  | +12      |

### 2019-20シーズン
| チーム                         | 勝 | 負 | 勝率  | 得点 | 失点 | 得失点差 |
| ------------------------------ | -- | -- | ----- | ---- | ---- | -------- |
| レバンガ北海道                 | 4  | 0  | 1.000 | 329  | 303  | 26       |
| 秋田ノーザンハピネッツ         | 0  | 2  | .000  | 131  | 148  | -17      |
| 宇都宮ブレックス               | 0  | 2  | .000  | 161  | 180  | -19      |
| 千葉ジェッツ                   | 0  | 0  | -     | 0    | 0    | 0        |
| アルバルク東京                 | 0  | 2  | .000  | 125  | 167  | -42      |
| サンロッカーズ渋谷             | 1  | 1  | .500  | 168  | 163  | 5        |
| 川崎ブレイブサンダース         | 0  | 2  | .000  | 160  | 170  | -10      |
| 横浜ビー・コルセアーズ         | 1  | 1  | .500  | 143  | 151  | -8       |
| 新潟アルビレックスBB           | 1  | 1  | .500  | 146  | 145  | 1        |
| 富山グラウジーズ               | 2  | 0  | 1.000 | 172  | 142  | 30       |
| 三遠ネオフェニックス           | 2  | 0  | 1.000 | 163  | 137  | 26       |
| シーホース三河                 | 3  | 1  | .750  | 300  | 277  | 23       |
| 名古屋ダイヤモンドドルフィンズ | 2  | 1  | .667  | 237  | 211  | 26       |
| 京都ハンナリーズ               | 0  | 2  | .000  | 140  | 161  | -21      |
| 大阪エヴェッサ                 | 1  | 1  | .500  | 141  | 133  | 8        |
| 島根スサノオマジック           | 3  | 1  | .750  | 325  | 281  | 44       |
| 琉球ゴールデンキングス         | 1  | 3  | .250  | 267  | 300  | -33      |

### 2020-21シーズン
| チーム                         | 勝 | 負 | 勝率  | 得点 | 失点 | 得失点差 |
| ------------------------------ | -- | -- | ----- | ---- | ---- | -------- |
| レバンガ北海道                 | 4  | 0  | 1.000 | 352  | 325  | 27       |
| 秋田ノーザンハピネッツ         | 1  | 1  | .500  | 153  | 160  | -7       |
| 宇都宮ブレックス               | 1  | 1  | .500  | 162  | 159  | -19      |
| 千葉ジェッツ                   | 0  | 2  | .000  | 146  | 187  | -41      |
| アルバルク東京                 | 1  | 1  | .500  | 173  | 168  | 5        |
| サンロッカーズ渋谷             | 0  | 2  | .000  | 147  | 167  | -20      |
| 川崎ブレイブサンダース         | 0  | 2  | .000  | 138  | 152  | -14      |
| 横浜ビー・コルセアーズ         | 1  | 3  | .250  | 297  | 305  | -8       |
| 新潟アルビレックスBB           | 1  | 1  | .500  | 172  | 172  | 0        |
| 富山グラウジーズ               | 0  | 2  | .000  | 177  | 187  | -10      |
| 信州ブレイブウォリアーズ       | 2  | 1  | .333  | 211  | 210  | 1        |
| 三遠ネオフェニックス           | 3  | 1  | .750  | 351  | 319  | 32       |
| シーホース三河                 | 1  | 3  | .250  | 298  | 343  | -45      |
| 名古屋ダイヤモンドドルフィンズ | 1  | 3  | .250  | 280  | 325  | -45      |
| 京都ハンナリーズ               | 2  | 2  | .500  | 306  | 300  | 6        |
| 大阪エヴェッサ                 | 1  | 3  | .250  | 335  | 355  | -20      |
| 島根スサノオマジック           | 1  | 3  | .250  | 272  | 307  | 44       |
| 広島ドラゴンフライズ           | 3  | 1  | .750  | 356  | 349  | 7        |
| 琉球ゴールデンキングス         | 0  | 4  | .000  | 264  | 342  | -78      |

### 2021-22シーズン
| チーム                         | 勝 | 負 | 勝率  | 得点 | 失点 | 得失点差 |
| ------------------------------ | -- | -- | ----- | ---- | ---- | -------- |
| レバンガ北海道                 | 0  | 2  | .000  | 147  | 196  | -49      |
| 秋田ノーザンハピネッツ         | 0  | 2  | .000  | 144  | 186  | -42      |
| 茨城ロボッツ                   | 2  | 0  | 1.000 | 178  | 165  | 13       |
| 宇都宮ブレックス               | 0  | 2  | .000  | 124  | 188  | -64      |
| 群馬クレインサンダース         | 0  | 1  | .000  | 83   | 84   | -1       |
| 千葉ジェッツ                   | 0  | 2  | .000  | 171  | 188  | -17      |
| アルバルク東京                 | 0  | 0  | .000  | 0    | 0    | 0        |
| サンロッカーズ渋谷             | 0  | 2  | .000  | 157  | 197  | -40      |
| 川崎ブレイブサンダース         | 0  | 2  | .000  | 130  | 194  | -64      |
| 横浜ビー・コルセアーズ         | 1  | 1  | .500  | 161  | 170  | -9       |
| 新潟アルビレックスBB           | 2  | 0  | 1.000 | 168  | 136  | 32       |
| 富山グラウジーズ               | 1  | 3  | .250  | 384  | 391  | -7       |
| 信州ブレイブウォリアーズ       | 0  | 4  | .000  | 289  | 346  | -57      |
| 三遠ネオフェニックス           | 2  | 2  | .500  | 373  | 377  | -4       |
| シーホース三河                 | 0  | 3  | .000  | 249  | 304  | -55      |
| 名古屋ダイヤモンドドルフィンズ | 1  | 2  | .333  | 255  | 265  | -10      |
| 京都ハンナリーズ               | 2  | 2  | .500  | 332  | 336  | -4       |
| 大阪エヴェッサ                 | 2  | 2  | .500  | 326  | 329  | -3       |
| 島根スサノオマジック           | 0  | 4  | .000  | 303  | 383  | -80      |
| 広島ドラゴンフライズ           | 1  | 3  | .250  | 318  | 361  | -43      |
| 琉球ゴールデンキングス         | 0  | 4  | .000  | 285  | 366  | -81      |

### 2022-23シーズン
| チーム                         | 勝 | 負 | 勝率  | 得点 | 失点 | 得失点差 |
| ------------------------------ | -- | -- | ----- | ---- | ---- | -------- |
| レバンガ北海道                 | 1  | 1  | .500  | 199  | 196  | 3        |
| 仙台89ers                      | 0  | 2  | .000  | 132  | 155  | -23      |
| 秋田ノーザンハピネッツ         | 0  | 2  | .000  | 164  | 183  | -19      |
| 茨城ロボッツ                   | 0  | 2  | .000  | 152  | 177  | -25      |
| 宇都宮ブレックス               | 0  | 2  | .000  | 142  | 167  | -25      |
| 群馬クレインサンダース         | 0  | 2  | .000  | 151  | 180  | -29      |
| 千葉ジェッツ                   | 0  | 2  | .000  | 117  | 193  | -76      |
| アルバルク東京                 | 0  | 2  | .000  | 142  | 184  | -42      |
| サンロッカーズ渋谷             | 2  | 0  | 1.000 | 186  | 155  | 31       |
| 川崎ブレイブサンダース         | 0  | 2  | .000  | 146  | 166  | -20      |
| 横浜ビー・コルセアーズ         | 1  | 1  | .500  | 186  | 188  | -2       |
| 新潟アルビレックスBB           | 2  | 0  | 1.000 | 203  | 188  | 15       |
| 富山グラウジーズ               | 1  | 1  | .500  | 181  | 181  | 0        |
| 信州ブレイブウォリアーズ       | 0  | 2  | .000  | 134  | 155  | -21      |
| 三遠ネオフェニックス           | 1  | 1  | .500  | 168  | 171  | -3       |
| シーホース三河                 | 1  | 1  | .500  | 117  | 154  | -37      |
| ファイティングイーグルス名古屋 | 3  | 1  | .750  | 309  | 274  | 35       |
| 名古屋ダイヤモンドドルフィンズ | 1  | 3  | .250  | 219  | 287  | -68      |
| 京都ハンナリーズ               | 1  | 3  | .250  | 300  | 334  | -34      |
| 大阪エヴェッサ                 | 0  | 4  | .000  | 291  | 333  | -42      |
| 島根スサノオマジック           | 0  | 4  | .000  | 301  | 377  | -76      |
| 広島ドラゴンフライズ           | 0  | 4  | .000  | 325  | 356  | -31      |
| 琉球ゴールデンキングス         | 0  | 4  | .000  | 298  | 335  | -37      |

### タイトル・表彰

#### リバウンド
- bjリーグ2009-10 ゲイリー・ハミルトン
- bjリーグ2010-11 ゲイリー・ハミルトン

#### 月間MVP
- 2010年4月 - 城宝匡史
- 2014年10月 - 岡田優

#### 週間MVP
- 2008年11月15日〜16日 ライアン・ローク
- 2009年4月18日〜19日 ボビー・ナッシュ
- 2009年12月16日〜20日 城宝匡史
- 2010年3月6日〜7日 ゲイリー・ハミルトン
- 2010年4月3日〜4日 マイキーマーシャル
- 2010年11月11日〜14日 城宝匡史
- 2011年1月26日〜30日 ゲイリー・ハミルトン
- 2011年4月23日〜24日 マイキー・マーシャル
- 2011年10月22日〜23日 小川伸也
- 2012年3月9日〜11日 ジュリアス・アシュビー
- 2012年12月29日〜2013年1月6日 ディオニシオ・ゴメス
- 2014年2月1日〜2日 ディオニシオ・ゴメス
- 2014年4月26日〜27日　横江豊
- 2015年1月2日〜11日 テレンス・ウッドベリー
- 2015年10月2日〜4日 ジュリアン・マブンガ
- 2016年3月4日〜6日 岡田優

#### オールスターMVP
- TKbjリーグ 2014-15 テレンス・ウッドベリー

#### その他
bjリーグコミュニティアシスト賞
- 最も地域・社会へ貢献したチームへの賞　新規参入した2008-09シーズンに受賞した。

bjリーグベストブースター賞
- 2009-10シーズンに受賞

### 主な記録

#### 個人
1試合最多得点 43点　（2021年3月20日 vs富山グラウジーズ戦）
- ジョーダン・ハミルトン

1試合最多アシスト　16本　(2018年4月21日　vs西宮ストークス戦)　※B.LEAGUE記録
- 並里成

1試合最多リバウンド　28本
- ゲイリー・ハミルトン

1試合最多ブロックショット　7回　(2017年10月28日　vs三遠ネオフェニックス戦)　※Ｂ.League記録
- ディオール・フィッシャー

1試合最多スティール
- マイキー・マーシャル

#### チーム
- 1試合最多得点　125点（2015年11月29日広島ライトニング戦）
- 1試合最少得点　45点（2017年9月30日横浜戦）
- 1試合最多失点　109点（2011年4月9日福岡戦）
- 1試合最少失点　47点（2018年4月22日西宮戦）
- 1試合最多リバウンド　65本（2009年10月10日高松戦、2011年4月3日大分戦）
- 1試合最多アシスト　33本（2020年2月16日レバンガ北海道戦、2018年4月21日西宮ストークス戦）
- 最多連勝　9連勝（2011-12シーズン）
- 最多連敗　17連敗（2021-22シーズン2022年2月27日〜2022年4月6日）
- 同一カード最多連勝　8連勝（京都戦　2009年11月29日〜2011年1月5日）
- 同一カード最多連敗　6連敗（沖縄戦　2009年1月18日〜4月26日）(琉球戦　2017年10月14日～2018年2月11日)
- 1試合3P成功数　20本（沖縄戦　2019年11月8日) ※B.LEAGUE記録

## チアリーダー

### スタッフ
- ディレクター：川中尚子
- アシスタントディレクター：福井玲奈

### 2021-2022シーズンのメンバー
| 名前    | 在籍シーズン     | 出身   | 誕生日   | 備考             |
| ------- | ---------------- | ------ | -------- | ---------------- |
| RUMI    | 2013-            | 広島県 | 9月1日   | キャプテン       |
| HARUNA  | 2018-            | 大阪府 | 3月24日  | バイスキャプテン |
| HARU    | 2019-            | 大阪府 | 3月1日   |                  |
| RIRINA  | 2020-            | 滋賀県 | 9月11日  |                  |
| KANON   | 2020-            | 兵庫県 | 1月14日  |                  |
| REIKA   | 2020-            | 滋賀県 | 10月24日 |                  |
| KONOKA  | 2020-            | 大阪府 | 2月9日   |                  |
| MIZUKI  | 2018-2020、2021- | 滋賀県 | 1月6日   |                  |
| SUNAO   | 2021-            | 滋賀県 | 7月2日   |                  |
| UKA     | 2021-            | 滋賀県 | 8月10日  |                  |
| NATSUNE | 2021-            | 京都府 | 7月11日  |                  |

## ブースター
ホームゲームでのアリーナDJは仙石幸一。ガンバ大阪と兼任しているため、日程が重なった場合はガンバを優先する。チアダンスチームはレイクスチアリーダーズ。
マスコットキャラクターは漫画家の長田悠幸が応募した作品で、ビワコオオナマズがモチーフの「マグニー」である。背番号は2008年8月8日生まれで、最大マグニチュード88のエネルギーを持つことから88。試合会場に現れる他、滋賀県内の保育園、幼稚園を訪問したりもしている。

### スタイル
ブースターの輪を広げる企画、「ONEブースターONEゲストダービー」によりアリーナを埋め、「声」を中心とした応援スタイルで、MCやチアと共に会場を一体化させ、選手を力強く後押しする。2009-10シーズンに「ベストブースター賞」を受賞した。また、B.League16-17シーズン最終戦のアウェイ三河選ではB1残留がかかった試合であったということもあり、かなり大勢のブースターが駆けつけ会場が滋賀のホームのようになったことに解説者が言及する場面もあった。

### 観客動員数

#### 年度別
| リーグ   | シーズン | 試合数 | 合計    | 平均   | 最大   | 最小   | 備考              |
| bjリーグ | 2008-09  | 26     | 40590人 | 1503人 | 2528人 | 782人  | bjリーグ参入1年目 |
| bjリーグ | 2009-10  | 26     | 41899人 | 1612人 | 2231人 | 1050人 |                   |
| bjリーグ | 2010-11  | 24     | 42817人 | 1784人 | 2925人 | 1411人 |                   |

| リーグ    | シーズン | B1・B2 | 試合数 | 合計    | 平均     | 最大   | 最小   | 備考                                 |
| B. LEAGUE | 16-17    | B1     | 30     | 64091人 | 2138人   | 4123人 | 1460人 |                                      |
| B. LEAGUE | 17-18    | B1     | 30     | 69773人 | 2326人   | 3625人 | 1688人 |                                      |
| B. LEAGUE | 18-19    | B1     | 30     | 72525人 | 2417人   | 3717人 | 1278人 |                                      |
| B. LEAGUE | 19-20    | B1     | 20     | 47693人 | 2384.7人 | 3718人 | 1553人 | 無観客試合2試合を除く                |
| B. LEAGUE | 20-21    | B1     | 30     | 34210人 | 1140.3人 | 1773人 | 554人  | シーズンを通して観客動員数に制限あり |
| B. LEAGUE | 21-22    | B1     | 29     | 42928人 | 1461.3人 | 3115人 | 556人  | シーズン序盤に観客動員数に制限あり   |
| B. LEAGUE | 22-23    | B1     | 29     | 78099人 | 2693.1人 | 4246人 | 834人  |                                      |

### ブースター感謝祭
琵琶湖遊覧船上で選手とチアが参加して開催される。bjリーグ時代はプレイオフ出場が決定していた場合、激励会の側面もあった。

### 公認ブースター
滋賀レイクスターズは、滋賀レイクスターズを応援するとともに滋賀県を一緒に盛り上げていくことを目的に、滋賀県ゆかりの著名人の方々を「レイクス公認ブースター」を任命している。
- 三日月大造
- 越直美
- 桶谷守
- 大道良夫
- 松田宣浩
- 則本昂大

### レイクス応援隊
滋賀レイクスターズでは、よしもとクリエイティブ・エージェンシー所属の滋賀県住みます芸人「ファミリーレストラン」が2016-17シーズンよりレイクス応援隊を務める。ホームゲームがある際はTwitterライブやイベントの司会などをし、アトラクションやハーフタイムを盛り上げる。
また、ファミリーレストランが来場できない場合は、麒麟の田村裕や大西ライオン、女と男が会場を盛り上げることもある。

## メディア
関連のアマチュアスポーツ振興を旨とする公益財団法人滋賀レイクスターズより、チームの近況や、財団に所属するバスケットボール以外のアマチュア選手の情報など滋賀県のスポーツ関連情報を載せたフリーペーパー「レイクスマガジン」を発行している。

### 試合放送
現在
- バスケットLIVE
- びわ湖放送 - 主に日曜日のホームゲームを月1回から2回のペースで生中継。bjリーグ時には、びわ湖放送の単独制作だったが、B.LEAGUE時からびわ湖放送とB.LEAGUEの共同制作になった。
- NHK大津放送局

過去
- bjTV
- GAORA「プロ・バスケットボール bjリーグ」 - 主に大阪戦を放送。またびわ湖放送で放送される試合の中継（時差録画が主）もあった。
- BSフジ
- 関西テレビ

### 応援番組
現在
- びわ湖放送「きらりん滋賀」内コーナー「GO!GO!LAKES!!」
- e-radio「radiomax」内コーナー「GO!GO!LAKES!MAX!」

過去
- びわ湖放送「GO!GO!LAKES!」 - 毎週金曜日　22:30〜22:55
- ZTV滋賀「DAILY!かわら版」内コーナー「月刊レイクスターズ」 - 毎月第1木曜日　18:40〜18:55
- e-radio「ラヂ☆ラジ」